# Coleophora capitensis
Coleophora capitensis is een vlinder uit de familie kokermotten (Coleophoridae). De wetenschappelijke naam van deze soort is voor het eerst geldig gepubliceerd in 2011 door Giorgio Baldizzone & Hugo van der Wolf.

## Type
- holotype: "male, 16-18.II.1993. leg. Mey & Ebert"
- instituut: ZMHU, Berlijn, Duitsland
- typelocatie: "RSA, Cape Province, De Hoop N.R."

De soort komt voor in het Afrotropisch gebied.